# SRI International
Pour les articles homonymes, voir Sri (homonymie).
SRI International est une entreprise américaine, dont les locaux principaux sont à Menlo Park en Californie, et qui mène des recherches dans différents domaines scientifiques et technologiques au profit du gouvernement des États-Unis ou d'entreprises privées.
SRI International était jadis connue sous le nom de « Stanford Research Institute », car elle dépendait de l'université Stanford.
Faits marquants :
- C'est au Stanford Research Institute que Douglas Engelbart inventa l'environnement graphique et la souris, en 1968 ;
- C'est entre le Stanford Research Institue et l'université de Californie à Los Angeles (UCLA) qu'a été établie, le 29 octobre 1969, la première connexion du réseau ARPANET, ébauche de notre actuel Internet ;
- Ces inventions ont été reprises par le Xerox PARC, puis par Apple pour le Lisa et le Macintosh.

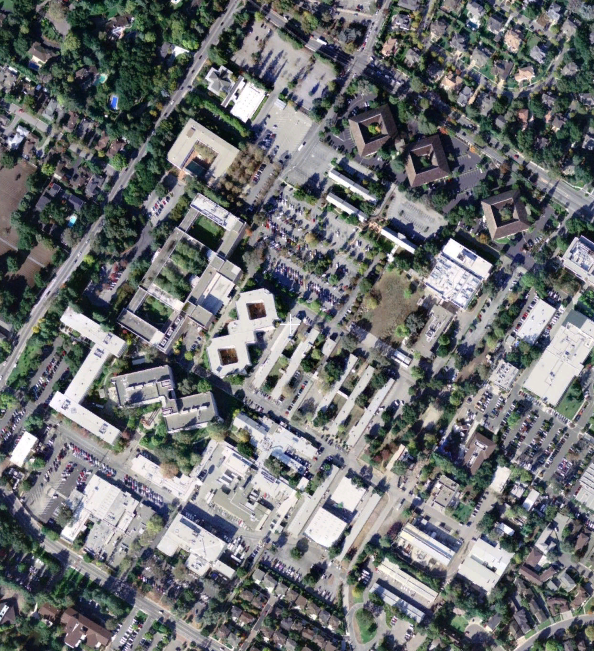
Photo satellite du campus de SRI International à Menlo Park, en Californie